# Setomono matsuri
Le Setomono matsuri (瀬戸物祭り) est un festival (matsuri) célébré en septembre dans la ville de Seto (préfecture d’Aichi). C’est un festival en l’honneur de la production céramique de la ville. Sa première manifestation date de 1932. Il est organisé pour que la faïence reste populaire.
Une foule de 500 000 personnes visitent le festival. Celui-ci se tient près de la station d’Owari Seto et de la rivière de Seto le deuxième week-end de septembre chaque année. Un feu d’artifice de plus de 1 000 fusées est tiré le deuxième samedi de septembre au soir. Le résultat de l’élection de Miss Setomono est dévoilé. Plus de 250 baraques sont montées. On peut acheter la faïence traditionnelle à faible coût. Le festival a sa mascotte, Seto-Chan.
Ce matsuri rend hommage à Tamikiti Kato, appelé l’ancêtre de la faïence.
Une veillée se tient le vendredi soir. Les participants allument des torches, marchent jusqu’au temple shinto Kamagami et vont y prier.